# Fredrik Pettersson
Fredrik Pettersson (ur. 10 czerwca 1987 w Göteborgu) – szwedzki hokeista, reprezentant Szwecji, olimpijczyk.

## Kariera
- Göteborg 1 (2001-2002)
- Frölunda J18 (2002–2004)
- Frölunda J20 (2002–2005, 2007)
- Calgary Hitmen (2005–2007)
- Frölunda (2007–2010)
- Chicago Wolves (2010-2011)
- Frölunda (2011–2012)
- Donbas Donieck (2012-2013)
- HC Lugano (2013-2016)
- Torpedo Niżny Nowogród (2016)
- Dynama Mińsk (2016-2017)
- ZSC Lions (2017-2021)

Wychowanek klubu Frölunda HC. Od czerwca 2012 do października 2013 zawodnik Donbasu Donieck. Od listopada 2013 zawodnik HC Lugano. W marcu 2014 przedłużył kontrakt o dwa lata. Od kwietnia do grudnia 2016 zawodnik Torpedo Niżny Nowogród. Od grudnia 2016 zawodnik Dynama Mińsk. Od sierpnia 2017 zawodnik ZSC Lions. W czerwcu 2021 ogłosił zakończenie kariery.
Uczestniczył w turniejach mistrzostw świata w 2010, 2012, 2013 oraz zimowych igrzysk olimpijskich 2018.

## Sukcesy
Reprezentacyjne
- Brązowy medal mistrzostw świata juniorów do lat 18: 2005
- Brązowy medal mistrzostw świata juniorów do lat 20: 2010
- Złoty medal mistrzostw świata: 2013

Klubowe
- Puchar Kontynentalny: 2013 z Donbasem
- Złoty medal mistrzostw Szwajcarii: 2018 z ZSC Lions

Indywidualne
- National League A (2014/2015):
  - Pierwsze miejsce w klasyfikacji strzelców w sezonie zasadniczym: 33 gole
  - Pierwsze miejsce w klasyfikacji asystentów w sezonie zasadniczym: 36 asyst
  - Pierwsze miejsce w klasyfikacji kanadyjskiej w sezonie zasadniczym: 69 punktów
- National League (2017/2018):
  - Pierwsze miejsce w klasyfikacji strzelców w sezonie zasadniczym: 26 goli[10]
  - Drugie miejsce w klasyfikacji kanadyjskiej w sezonie zasadniczym: 50 punktów[11]